# Vukušići
Vukušići su naseljeno mjesto u općini Foči, BiH. Nalazi se zapadno od rijeke Slatine i istočno od Kržavske rijeke, uz granicu s Crnom Gorom.

## Stanovništvo
| Narod     | Popis 1961. | Popis 1971. | Popis 1981. | Popis 1991. |
| --------- | ----------- | ----------- | ----------- | ----------- |
| Hrvati    | 1           |             |             |             |
| Muslimani | 62          | 80          | 74          | 58          |
| Srbi      | 1           |             |             |             |
| ostali    | 2           |             |             |             |
| Ukupno    | 66          | 80          | 74          | 58          |